# Інтерни (телесеріал)
«Інте́рни» (рос. Интерны) — російський комедійний серіал, присвячений роботі лікарів-інтернів. Серіал є адаптацією американского серіалу «Клініка» та має багато запозичень із «Доктора Хауса», «Медсестри Джекі» тощо.
Прем'єра серіалу відбулась 29 березня 2010 року на телеканалі «ТНТ». В Україні прем'єра відбулась 31 серпня 2010 року на телеканалі 1+1. Пізніше серіал стали показувати на телеканалі «Україна», а потім — на ZOOM і НЛО TV.
З 9 грудня 2014 року, після протестів громадськості, серіал заборонили до показу та розповсюдження в Україні через незаконні вчинки та антиукраїнські шовіністичні висловлювання актора серіалу Івана Охлобистіна. Перед цим комісія з питань розповсюдження та демонстрування фільмів при Державному агентстві України з питань кіно рекомендувала Держкіно заборонити серіал.

## Сюжет
Серіал присвячений роботі молодих недосвідчених інтернів, які постійно потрапляють у безглузді ситуації. Ними керує завідувач терапевтичним відділенням — доктор Андрій Євгенович Биков, який постійно з них насміхається. Допомагають Бикову і спостерігають за пригодами інтернів його друг, лікар-дерматовенеролог Іван Натанович Купітман, і медсестра Любов Михайлівна Скрябіна, а наводить лад у лікарні головний лікар Анастасія Костянтинівна Кісегач.
За словами продюсера В'ячеслава Дусмухаметова та Івана Охлобистіна, який зіграв головну роль у серіалі, «Інтерни» є аналогом американського комедійного серіалу «Медсестра Джекі». В'ячеслава Дусмухаметов також повідомляє, що сюжети «Інтернів» ґрунтуються на реальній лікарській практиці.

## Епізоди
Спочатку телеканалом «ТНТ» було замовлено 60 серій, згодом замовлення збільшили і станом на листопад 2013 року вийшло 180 серій.
| Сезон | Епізоди           | Період трансляції (ТНТ)           | Режисер(и)                                      |
| 1     | 1—20              | 29 березня 2010 — 5 травня 2010   | Євген Невський                                  |
| 1     | 21—30             | 15 червня 2010 — 30 червня 2010   | Євген Невський                                  |
| 1     | 31—40             | 6 вересня 2010 — 21 вересня 2010  | Євген Невський                                  |
| 1     | 41—60             | 31 січня 2011 — 4 березня 2011    | Євген Невський                                  |
| 2     | 61—80             | 30 травня 2011 — 4 липня 2011     | Євген Невський, Мілан Кілібарда, Радда Новікова |
| 2     | 81—100, 103—106   | 29 серпня 2011 — 6 жовтня 2011    | Євген Невський, Мілан Кілібарда, Радда Новікова |
| 2     | 101, 102, 107—120 | 2 квітня 2012 — 26 квітня 2012    | Євген Невський, Мілан Кілібарда, Радда Новікова |
| 3     | 121—126           | 27 квітня 2012 — 11 травня 2012   | Радда Новікова                                  |
| 3     | 127—140           | 10 жовтня 2012 — 1 листопада 2012 | Радда Новікова                                  |
| 3     | 141—164           | 24 січня 2013 — 29 травня 2013    | Радда Новікова                                  |
| 3     | 165—180           | 1 вересня 2013 — 24 вересня 2013  | Радда Новікова                                  |

## Персонажі

### Головні персонажі
- Андрій Євгенович Биков (Іван Охлобистін) — завідувач терапевтичним відділенням лікарні і керівник інтернатури. Є досвідченим фахівцем, в лікарні на хорошому рахунку. У медичних питаннях принциповий. Лікар із почуттям гумору, хоча, як правило, різкий і безкомпромісний. Часто іронічний до сарказму. З педагогічною метою створює для інтернів безглузді ситуації, в які вони через недосвідченість і потрапляють. Проте відразу ж вказує інтернам на помилки і виправляє їх. В покарання часто залишає інтернів на нічні чергування. Неодружений. Про особисте життя Бикова відомо мало, за винятком рідкісних випадків спілкування з головним лікарем лікарні Анастасією Кісегач. В одній із серій доктор Купітман натякає на те, що у Бикова були зв'язки з медсестрою-блондинкою і патологоанатомом; а колишній вчитель Бикова і Кісегач академік Таланов в 37 серії з жалем говорить, що вони були заздрісною парою. У 35 серії згадується, що до 2002 року Биков був неформалом (з'являється в кадрі одягнений в косуху), їздив на мотоциклі і любив випити. Слухає «Нірвану». Хобі — комп'ютерні ігри та приставки, зокрема симулятори футболу та S.T.A.L.K.E.R. У 108 серії розпочинає спільне життя з Анастасією Кісегач.
- Анастасія Костянтинівна Кісегач (Світлана Каминіна) — головний лікар лікарні. Рішуча та відповідальна, хоча й емоціональна. Давно розлучена. Син — інтерн Романенко. Живе спільно з Биковим.

#### Інтерни
- Семен Робертович/Семенович Лобанов (Олександр Ільїн) — інтерн. Простий хлопець, відслужив в армії. З першого курсу працював на швидкій допомозі, завдяки чому вважає себе вже досить досвідченим фахівцем і його зачіпають вказівки на його недосвідченість. Проте у невідкладних ситуаціях не розгублюється, діє чітко і швидко (в 24 серії надає хворому з зупинкою серця реанімаційні заходи і рятує йому життя). Через високу зарозумілість, зазвичай не підкріплену знаннями, частіше за інших потрапляє в найсмішніші ситуації. Весь час не висипається і не має грошей, тому завжди стріляє цигарки і гроші у колег. Схильний до авантюр, легко погоджується за гроші зробити незаконні дії для пацієнтів. Проте вкрай недалекоглядний, через що його авантюри закінчуються крахом. Прихильник силового методу вирішення конфліктів, уміє «наїхати». Займався боксом. Товариський. Азартний. Завзятий курець. З пацієнтами спілкується по-свійськи, практично з усіма на «ти». Був одружений з Ольгою Лобановою. У 2 сезоні мав роман з психіатром лікарні Іриною Шем'яковою.
- Борис Аркадійович Лєвін (Дмитро Шаракоїс) — інтерн з червоним дипломом. Вважає себе найрозумнішим і найзнаючим серед інших інтернів. Мріє стати великим ученим і отримати Нобелівську премію. Найболючіший і найвразливіший серед колег. Добре знає теорію медицини, але у разі виникнення надзвичайних ситуацій розгублюється. Часто ображається на жарти Бикова та інших інтернів. Володіє латиною. Мав роман з медсестрою Любов'ю Михайлівною. Як інші інтерни боїться Бикова. Добре грає в шахи. У 56 серії їде на стажування до США у вигадану клініку Принстон-Плейнсборо.
- Романенко Гліб Вікторович (Ілля Глінніков) — син головлікаря Анастасії Кісегач. Класичний мажор. Частіше за інших інтернів конфліктує з Биковим. Постійно відвідує нічні клуби. Мав роман з Варварою Чорноус.
- Варвара Миколаївна Чорноус (Христина Асмус) — єдина жінка-лікар серед інтернів. Ідеаліст. Наївна, довірлива. Правдоруб. Дружить з медсестрою Любов'ю Скрябіною. Серйозно та відповідально ставиться до завдань Бикова. Іноді надто ініціативна. Вважає роботу середнього та молодшого медперсоналу невід'ємною часткою медичного процесу. Мала роман з Глібом Романенко. Зустрічається з анестезіологом лікарні Давидом Теймуразовичем.

### Факти про виробництво
- Зйомки проводяться в спеціально побудованому для серіалу павільйоні на території колишнього заводу. Ліки та медичне обладнання в кадрі — справжні, обладнання взято в оренду або списане.
- Коньяк в кабінеті доктора Купітмана — справжній. Але під час зйомок актор п'є чай підфарбований замість алкоголю. Тому в деяких сценах можна побачити запітнілу від гарячого чаю чарку.
- Туалет, що входить до складу декорацій лікарні — бутафорський, до нього не підведена каналізація. Тому поруч з ним висить попередження членам знімальної групи, щоб ніхто ним не надумав скористатися.
- Зйомки ведуться на цифрову камеру Red One, яка дає картинку, близьку за якістю до кіно. Готовий матеріал проходить ретельну кольорокорекцію.
- На відміну від більшості гумористичних серіалів у «Інтернах» відсутній закадровий сміх.

### Інше
- Образ доктора Бикова (Іван Охлобистін) є наполовину справжнім. Батько Охлобистіна був головним лікарем, і профіль батька частково увійшов в образ самого актора.
- Кісегач — поширений у Челябінській області топонім: так називаються 5 озер, залізнична станція і санаторій.
- Дмитро Шаракоіс в серіалі носить окуляри, що належали його покійному дідусеві. Саме в них він прийшов на проби і був у такому вигляді затверджений на роль інтерна Левіна. Але в окулярах лінзи без діоптрій, так як у самого актора прекрасний зір[6].
- Виконавчого продюсера серіалу звати Андрій Левін. Не виключено, що прізвище для одного з інтернів навмисне запозичили у продюсера.
- В одній із серій Биков вимовляє фразу «казковий ідіот». Це є відсиланням до фільму «Даун Хаус», сценаристом якого є Охлобистін. Також він зіграв у ньому одну з головних ролей.
- У 13-ї серії Биков, звертаючись до Левіну та Лобанову, вимовляє фразу пітона Каа з мультфільму «Мауглі»: «Підійдіть ближче бандерлоги.»[джерело?]
- У 18-ї серії Биков, у відповідь на єхидне зауваження Романенко, кричить «Ах ти негідник!», повторюючи одну з коронних фраз Гомера Сімпсона.
- У 23-ї серії Левін ремонтує Любі комп'ютер шляхом приєднання штекера мишки. У подальшому, при розмові з Биковим видно, що на моніторі Любиного комп'ютера йде установка обладнання у Windows 95.

## Музика
Музику для серіалу записали Mr. Bocha та Максим Тимошенко.
Часто як музичне оформлення серій також використовуються класичні твори Моцарта, Чайковського, Бетховена, Вагнера, Вівальді та інших композиторів.

## Заборона до показу
З 9 грудня 2014 року Державне агентство України з питань кіно заборонило до показу та поширення в Україні серіал «Інтерни» разом із ще 70-ма фільмами та серіалами за участю Івана Охлобистіна. За повідомленням відомства, заборона пов'язана із антиукраїнськими шовіністичними вчинками Охлобистіна, а також порушенням ним заборони на в'їзд до України. Незадовго до цього за заборону протестували активісти, зокрема учасники кампанії «Бойкот російського кіно».